# Karin Strand
Karin Strand, född 1970, är en svensk litteraturvetare och arkivchef vid Svenskt visarkiv (Statens musikverk).  
Strand disputerade 2003 vid Umeå universitet på  avhandlingen Känsliga bitar. Text- och kontextstudier i sentimental populärsång. Hennes forskning kretsar främst kring folklig och populär sånglyrik, dess mediering och textvärldar, framför allt i skillingtryck. 2024 antogs hon som oavlönad docent i  bokhistoria vid Lunds universitet.  
Strand är ledamot i Kungliga Musikaliska Akademiens publikationsnämnd, styrelseledamot i Svenska visakademien och i Stiftelsen Ulf Peder Olrogs minne.